# Rue (Szwajcaria)
Rue (frp. Ruva; hist. Rüw) – gmina (fr. commune; niem. Gemeinde) w Szwajcarii, w kantonie Fryburg, w okręgu Glâne. 1 stycznia 2001 do gminy przyłączono gminy Gillarens i Promasens.

## Demografia
W Rue mieszka 1588 osób. W 2020 roku 15,3% populacji gminy stanowiły osoby urodzone poza Szwajcarią.

## Transport
Przez teren gminy przebiega droga główna nr 151.